# Wolfgang Hoffmann (Kristallograph)
Wolfgang Hoffmann (* 9. Februar 1935 in Hamburg; † 26. Juli 2014 in Großsolt) war ein deutscher Kristallograph und Hochschullehrer.

## Leben
Hoffmann war Sohn eines Kaufmanns. Er besuchte ein Gymnasium in Hamburg und studierte von 1954 bis 1961 Physik, Physikalische Chemie, Mineralogie und Kristallographie in Hamburg, wo er 1961 promoviert wurde. Anschließend war er für ein Jahr Wissenschaftlicher Angestellter am Mineralogisch-Petrographischen Institut in Hamburg, ab 1962 arbeitete er als Wissenschaftlicher Angestellter am Institut für Kristallographie und Petrographie der Eidgenössischen Technischen Hochschule in Zürich, ab 1968 war er dort Oberassistent. 1968 wurde Hoffmann als ordentlicher Professor der Mineralogie und Kristallographie an die Universität Münster berufen. Zugleich war er Direktor des Instituts für Mineralogie. Hoffmann hatte verschiedene Posten in der universitären Selbstverwaltung inne. Von 1974 bis 1978 war er Rektor der Universität. Zu seinen Schülern zählt Johannes Georg Bednorz, der Nobelpreisträger für Physik 1987.

## Schriften (Auswahl)
- Untersuchungen zur Kristalloptik und Kristallstruktur des Whewellits, Ca(C 2 O 4 ) H 2 O, 1961 (Hamburg, Univ., Diss., 1961).